# Большое Содомово (Тонкинский район)
Большое Содомово — деревня в Тонкинском районе Нижегородской области. Входит в сельское поселение Большесодомовский сельсовет.

## Происхождение названия
Слово «Содом» в названии ряда населённых пунктов Поволжья закрепилось по инициативе официальной церкви из-за религиозных противоречий с первыми жителями (зачастую староверами, которых обвиняли в язычестве).

## География
В районе существует деревня с парным названием Малое Содомово.

### Расстояние до
- районного центра (Тонкино) — 15 км,
- областного центра (Нижний Новгород) — 180 км[3].

### Деление на улицы
Луговая ул.
Молодёжная ул. 
Северная ул. 
Фоминская ул. 
Школьная ул. 
Южная ул.

### Часовой пояс
Населённый пункт находится в часовом поясе на 3 часа больше всемирного координированного времени.

## Палеонтология
В районе деревни в отложениях раннего триасового периода (нижнеиндский подъярус) обнаружены ископаемые образцы темноспондильной амфибии Tupilakosaurus wetlugensis.

## Население
| 2002 | 2010 |
| ---- | ---- |
| 387  | ↘324 |

По данным переписи 2010 года население Большого Содомова составляет 324 человека. Из них 146 мужчин (45,1 %) и, соответственно, 178 женщин (54,9 %).